# Domnița Florica

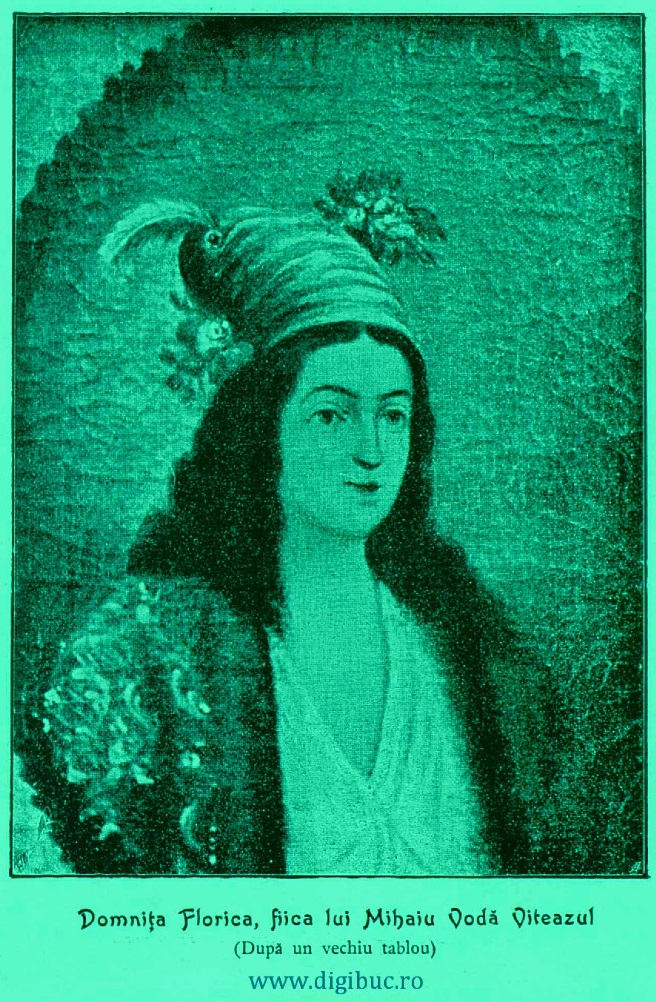

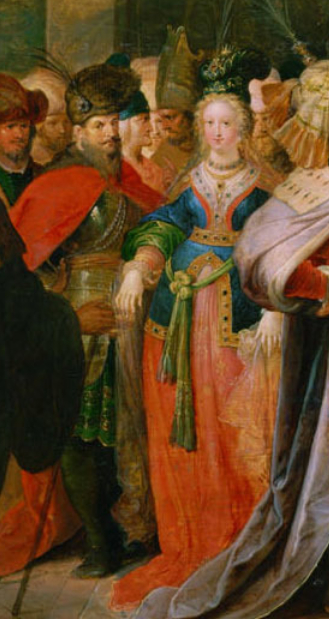
Mihai Viteazul și Domnița Florica
Pictură din 1601

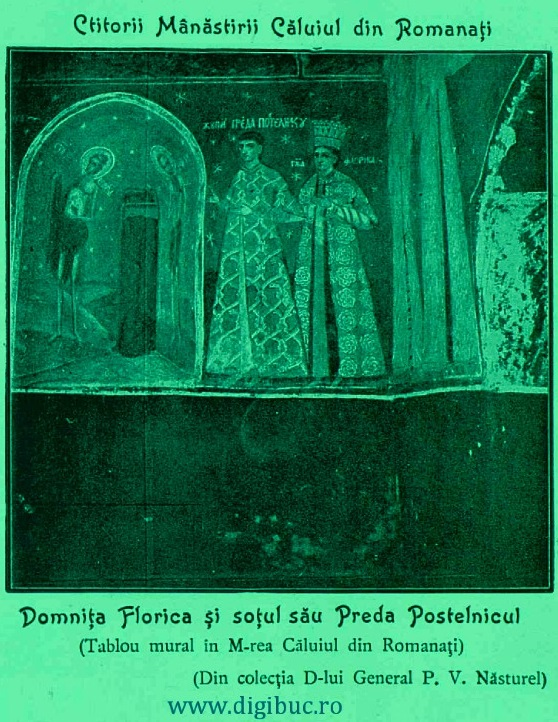

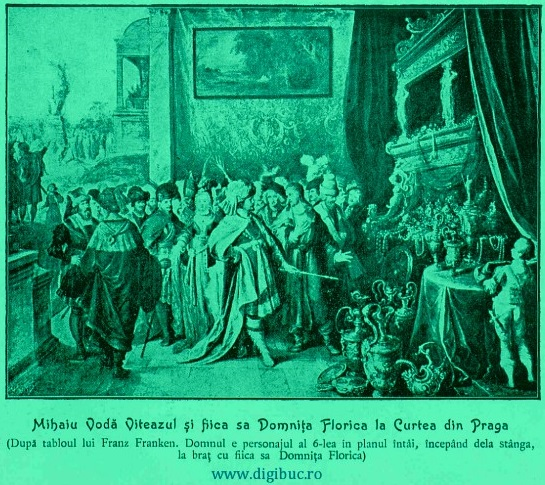

Domnița Florica (n. 1585 - d. ?) a fost fiica lui Mihai Viteazul și a Doamnei Stanca. Ea a mai avut un frate mai mare - pe Nicolae Pătrașcu.
Se spune că împăratul Rudolf ar fi cerut mâna domniței, dar documentele spun că ea l-a luat în căsătorie pe postelnicul Preda, fiul logofătului Papa (mort la 23 oct. 1632) și nepotul vornicului Mitrea, ocazie cu care a primit de la tatăl său, Mihai, drept zestre, satul Crăișani.
După bătălia de la Bucov, Domnița Florica îl însoțește pe Mihai Viteazul la Curtea împărătească de la Praga. Însă, după ce Mihai este ucis în august 1601, prin uneltirile împăratului Rudolf și ale generalului Giorgio Basta, Doamna Stanca împreună cu cei doi copii, Florica și Nicolae, sunt nevoiți să ia calea pribegiei și ajung, după mai mult de un an (8 noiembrie 1602), la Mănăstirea Cozia, la Maica Teofana (Doamna Tudora), bunica copiilor.
Izvoare istorice atestă că biserica din Runcu - Gorj a fost fondată de către Domnița Florica, care s-a refugiat în zonă după moartea tatălui său.

În pronaosul din biserica mare a Mănăstirii Cozia, unde a fost înmormântată Maica Teofana, Doamna Tudora - mama lui Mihai Viteazul, pe piatra de mormânt pusă de nepoata Florica (și în numele lui Nicolae-Pătrașcu, atunci în pribegie în Imperiul Habsburgic) scrie:
„Răposatu-au roaba lui Dumnezeu călugărița Teofana, muma răposatului Mihail Voevod; și fie-sa Doamna Florica și fiiu-său Nicolae Vodă s'au nevoit și au scris în zilele Radului Voevod, în anul 7104 (1606)”
Cu postelnicul Preda, Domnița Florica a avut trei copii: Buica, Ilina și Mihaiu. Ilina a avut mai mulți soți: Pană Părdescu (m. 1679), Petru clucerul (fiul vornicului Aslan) (m.1645) și Pană Cămărașul, de la Căpreni; ea a murit în 1678 și a fost îngropată la Mănăstirea Mihai Vodă din București. După ea a rămas o nepoată, Alexandra, căsătorită cu comisul Udrea.